# Huis Hillebrand
Het Huis Hillebrand is een monumentaal woonhuis in de Nederlandse stad Den Haag. Het huis is genoemd naar de opdrachtgever Gerhard Henrich Hillebrand en is in 1934-1935 ontworpen door Gerrit Rietveld.
De familie Hillebrand woonde tot 1950 in de woning aan de Van Soutelandelaan. Daarna werd de Amerikaanse ambassade eigenaar. In 2021 kwam het weer terug in particuliere handen.
In wat zestig jaar later het Rijksbeschermd gezicht 's-Gravenhage - Benoordenhout zou worden, ontwierp Rietveld in de jaren 1930 drie vrijstaande woonhuizen in de stijl van het nieuwe bouwen: Huis Hillebrand, Huis Mees en Huis Wyburg.
Huis Hillebrand heeft twee bouwlagen onder een laag tentdak met een brede rand, zodat het van dichtbij oogt als een plat dak. Platte daken waren kenmerkend voor Rietvelds stijl, maar de punt moest voorkomen dat de bouw vertraagd zou worden door bezwaren van de welstandscommissie.
Op de noordhoek bevindt zich een garage. Huis en garage zijn gebouwd in baksteen en geheel wit gepleisterd, met uitzondering van een lage, donkere plint. De kozijnen zijn in staal uitgevoerd en hebben een vaste maatverhouding bij variabele grootte.
De zuidwestgevel kent grote glasvlakken en een balkon met stalen buisleuning. Er is tevens een kleine plantenkas aanwezig. De tegenoverliggende gevel is juist grotendeels gesloten, met beneden een bescheiden venster en op de verdieping twee.
Het pand is sinds 1986 een rijksmonument wegens de algehele architectonische en technische vormgeving (zowel in exterieur als in interieur) en situering - ondanks latere wijzigingen ter plaatse van de oorspronkelijk tegen de ZW-aanbouw aangebrachte kas en de toegevoegde NW-aanbouwen - als representatief voorbeeld van de Nederlandse bijdrage aan het Nieuwe Bouwen uit de periode 1920-40 van algemeen belang wegens de betekenis voor de ontwikkeling van de moderne architectuur.
In 2014 is het pand gerenoveerd. Dak en goten werden vervangen en in de ramen werd monumentenglas geplaatst.

## Blaricum
In Blaricum heeft Rietveld in dezelfde periode een huis ontworpen voor de schrijver A.D. Hildebrand. Dit staat bekend als Huis Hildebrand of Villa Hildebrand en is eveneens een rijksmonument.